# Fútbol Club Ciudad de La Habana
El Fútbol Club Ciudad de La Habana és un club cubà de futbol de la ciutat de l'Havana.
Els seus colors són el negre, groc i blanc.

## Palmarès
- Lliga cubana de futbol:[2]
  - 1978, 1979, 1984, 1994, 1998, 2001

## Futbolistes destacats
- Alberto Delgado
- Rey Ángel Martínez